# Occhi

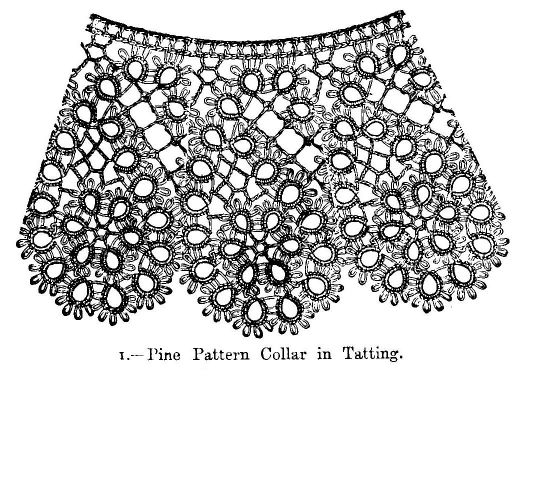
Abbildung eines Occhi-Spitzenkragens aus Beeton’s Book of Needlework, 1870

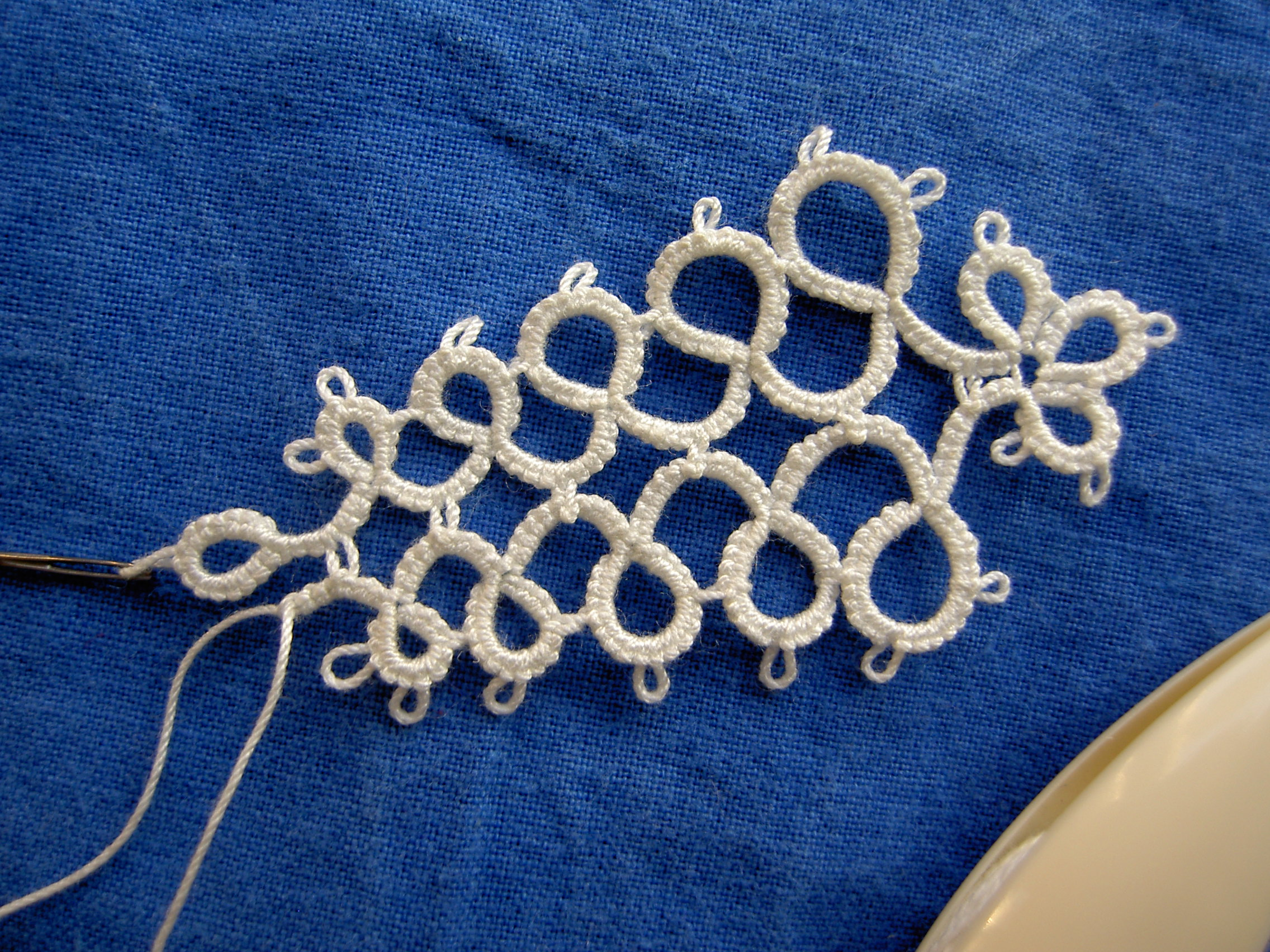
Moderne Occhi-Arbeit

Occhi (italienisch ‚Augen‘), auch Schiffchenarbeit oder Frivolité genannt, ist eine Handarbeitstechnik, bei der mittels des auf ein Schiffchen aufgewickelten Fadens Spitzen hergestellt werden. Da die einzelnen Glieder der Spitze wie kleine Augen aussehen, wird diese Technik „Occhi“ genannt.

## Geschichte
Eine Vorläufertechnik kam im Mittelalter aus dem Orient nach Europa und war als „Makuk“ bekannt; wegen seiner weiten Verbreitung ist der ursprüngliche Name jedoch unbekannt. Bis zum frühen 19. Jahrhundert sind weder Occhi-Arbeiten im eigentlichen Sinne (also mit den typischen „Augen“) nachgewiesen, noch die alternativen Begriffe Schiffchenspitze und Frivolité. Zwar gibt es aus dem 18. Jahrhundert Abbildungen von Damen, die Schiffchen in der Hand halten, aber diese sind größer als Occhischiffchen und an den Enden gerundet. Wahrscheinlich wurden sie zum „Knötgen knüpffen“ verwendet, einer Technik zur Herstellung von „Frantzen oder auch Trotteln und Quasten“. Das eigentliche Occhi scheint sich erst im Lauf des 19. Jahrhunderts entwickelt zu haben.
Das ursprüngliche Knötgen knüpffen ebenso wie das Occhi des 19. Jahrhunderts dürfte hauptsächlich von Damen der oberen Schichten als Zeitvertreib ausgeübt worden sein. Da das Arbeitsergebnis keinen praktischen Nutzen oder monetären Wert hatte, waren beide Techniken zum demonstrativen Müßiggang besonders geeignet. Dass die Arbeitsgeräte klein genug sind, um jederzeit mitgeführt zu werden, trug zur Beliebtheit von Occhi bei.

## Schiffchen

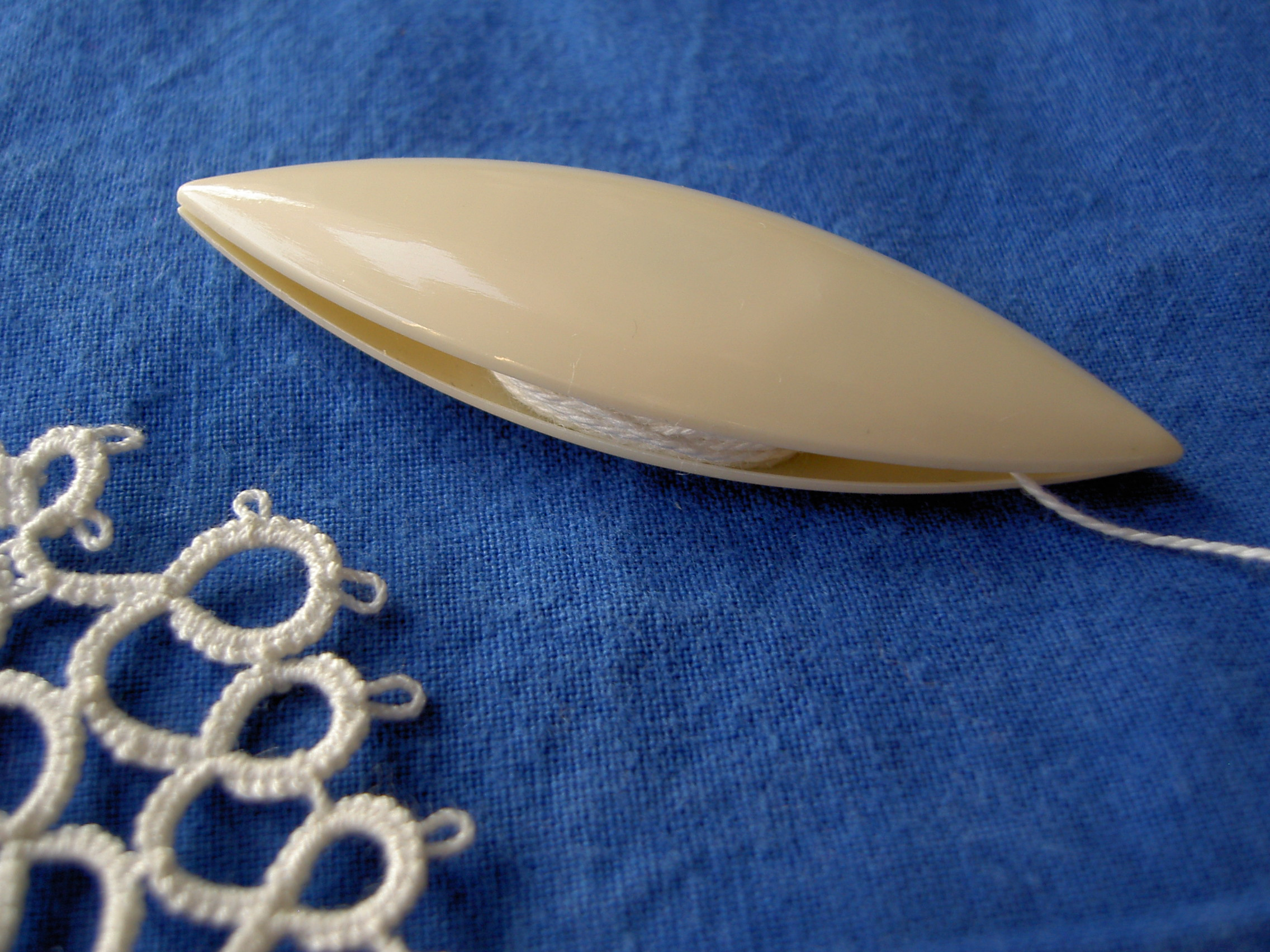
Occhi-Schiffchen aus Kunststoff

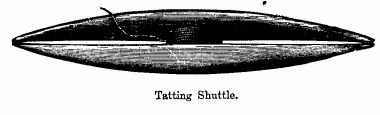
Abbildung eines Occhi-Schiffchens aus Beeton’s Book of Needlework, 1870

Das Schiffchen ist etwa so lang wie ein Daumen und besteht aus zwei ovalen, leicht gebogenen Platten mit einer Spule dazwischen. Die schmalen, leicht spitz zulaufenden Enden der Ovale berühren sich leicht, so dass das aufgewickelte Garn sich nicht von alleine abwickeln kann, wenn das Schiffchen am Faden herunterhängt.
Früher bestanden die Schiffchen oft aus Elfenbein, Schildpatt oder Silber. Heute sind sie für wenig Geld und sehr funktionell aus Kunststoff im Handel. Einige Modelle haben auch kleine „Nasen“, die hilfreich sind, wenn man zum Anschlingen (d. h. zum Verbinden) den Faden durch eine kleine Schlinge ziehen muss. Meist benutzt man eine Häkelnadel, was aber bei Schiffchen mit Nase überflüssig ist.

## Technik
Die Technik besteht aus lauter Knoten, die auf einen Trägerfaden gereiht werden. Dieser Trägerfaden wird dann zu einem Ring zusammengezogen, wodurch die sogenannten Augen entstehen. Die typischen Spitzen werden aber nicht nur aus Ringen hergestellt, sondern auch aus Bögen, die meist die Verbindung der Ringe herstellen. Bögen werden mit zwei Schiffchen gearbeitet. Als Schmuck werden mehr oder wenig „Pikots“ eingearbeitet. Das sind kleine Fadenschlingen, die entstehen, wenn man die Knoten nicht unmittelbar aneinander arbeitet, sondern etwas Faden dazwischen stehenlässt. Beim Zusammenschieben der Knoten wölbt sich dann die kleine Schlinge hoch, die der Occhi-Spitze das typische Aussehen verleiht. Zudem werden Verbindungen zwischen den verschiedenen Ringen und Bögen meist an den Pikots angeschlungen.
Meist werden zarte Garne verwendet, wie etwa beim Spitzenhäkeln oder auch Klöppeln.
Man unterscheidet mindestens drei verschiedene Techniken des Occhi. Es sind dies:
1. Klassisches Occhi, wie oben beschrieben.
2. Kreatives Occhi,
entwickelt im Jahr 1987 von Helma Siepmann. Sie entwickelte aus dem klassischen Occhi heraus den Kreativknoten und die Knüpfelemente Ösenring, überhäkelter Ösenring, zusammengefasster Ösenring und Ösensteg, mit denen sich alle Naturformen erarbeiten lassen; außerdem die Arbeitsweise mit drei Schiffchen.
3. Occhi mit der Nadel.
Das Occhi mit der Nadel unterscheidet sich von der Technik mit dem Schiffchen dadurch, dass man mit dem links gehaltenen Faden des Knäuels die Doppelknoten bildet an Stelle des mit der rechten Hand gehaltenen Schiffchens. Das Aufwickeln des Schiffchens entfällt und man hat eher die Möglichkeit, Fehler zu korrigieren, da die Doppelknoten sich, bis ein Ring oder Bogen beendet ist, auf der Nadel befinden, und diese leicht wieder herausgezogen werden kann.